# ミナルディ・M187
ミナルディ・M187 (Minardi M187) は、ミナルディが1987年のF1世界選手権参戦用に開発したフォーミュラ1カー。デザイナーはジャコモ・カリーリ。

## 開発と経緯
1987年シーズンは2年目となるアレッサンドロ・ナニーニと、スペイン出身のF1ルーキーエイドリアン・カンポスがドライブした。カンポスのもたらした新スポンサーのロイス（ジーンズメーカー）は、翌シーズンには冠スポンサーとなる。エンジンは3年目となるモトーリ・モデルニ製の90度V6エンジン（1498.9cc、ボアストローク80.0mm×49.77mm、圧縮比7：1）にKKK製のツインターボを装着。エンジンブロックは鋼鉄ブロックで、フェラーリが使用しているのと同タイプのウェーバーマレリ製燃料噴射装置を使用している。
トリノ工科大学出身の工学博士、ジャコモ・カリーリがデザインしたM187シャシーはフルカーボンモノコックで、前年型から空力面をリファインされ、なめらかな曲線で構成されたボディであった。ホイールは日本製のエンケイ・アルミホイールを使用。エンケイとミナルディのコンビはF2参戦時代からのパートナーである。1987シーズンはチームにとって少しずつ新機能を足していくようなシーズンであり、第6戦フランスGPではF1で普及しつつあったカーボン製ブレーキディスクをチームとして初使用した。
モトーリ・モデルニエンジンは依然として信頼性を欠き、カンポスが1回、ナニーニが3回と計4回しか完走できなかった。チームは選手権ポイントを獲得することはできなかった。ナニーニはシーズンを通してカンポスより速く、力量の差を見せた。チームはモトーリ・モデルニ製エンジンに見切りを付け、翌シーズンからはフォード・DFZを搭載することとなる。
エースとして奮闘したアレッサンドロ・ナニーニは、1987年11月にベネトン・フォーミュラのドライバー選考を兼ねて行われたテスト走行でピーター・コリンズに認められ、翌年からのベネトン移籍が決まりミナルディを去った。

## F1における全成績
(key) （太字はポールポジション）
| 年     | シャシー | エンジン                                | タイヤ | No | ドライバー               | 1   | 2   | 3   | 4   | 5   | 6   | 7   | 8   | 9   | 10  | 11  | 12  | 13  | 14  | 15  | 16  | ポイント | 順位 |
| ------ | -------- | --------------------------------------- | ------ | -- | ------------------------ | --- | --- | --- | --- | --- | --- | --- | --- | --- | --- | --- | --- | --- | --- | --- | --- | -------- | ---- |
| 1987年 | M187     | モトーリ・モデルニ Tipo 615-90 1.5, V6T | G      |    |                          | BRA | SMR | BEL | MON | DET | FRA | GBR | GER | HUN | AUT | ITA | POR | ESP | MEX | JPN | AUS | 0        | -    |
| 1987年 | M187     | モトーリ・モデルニ Tipo 615-90 1.5, V6T | G      | 23 | エイドリアン・カンポス   | DSQ | Ret | Ret | DNS | Ret | Ret | Ret | Ret | Ret | Ret | Ret | Ret | 14  | Ret | Ret | Ret | 0        | -    |
| 1987年 | M187     | モトーリ・モデルニ Tipo 615-90 1.5, V6T | G      | 24 | アレッサンドロ・ナニーニ | Ret | Ret | Ret | Ret | Ret | Ret | Ret | Ret | 11  | Ret | 16  | 11  | Ret | Ret | Ret | Ret | 0        | -    |

## 参照
1. ↑  MINARDI F1デビュー三年目の気鋭チーム ポイント獲得へ急げ F1GPX '87ポルトガル号 18-19頁 1987年10月5日発行
2. ↑  TECHNICAL FILE ミナルディ F1GPX '87フランスGP号 4頁 1987年7月20日発行
3. ↑  ベネトンがイモラでドライバーテスト グランプリ・エクスプレス '87日本GP号 36頁 1987年11月15日発行